# McCrilliss-Nunatak
Der McCrillis-Nunatak ist ein Nunatak im westantarktischen Marie-Byrd-Land. An der Nordseite der Wisconsin Range in den Horlick Mountains markiert er das nördliche Ende der Gierloff-Nunatakker.
Der United States Geological Survey kartierte ihn anhand eigener Vermessungen und Luftaufnahmen der United States Navy aus den Jahren von 1960 bis 1964. Das Advisory Committee on Antarctic Names benannte ihn 1967 nach Harold George McCrilliss (1927–1990), Bauelektriker auf der Byrd Station im Jahr 1959 und auf der Amundsen-Scott-Südpolstation im Jahr 1964.